# HMS Croome (L62)
Pour les autres navires du même nom, voir HMS Croome.
Le HMS Croome (pennant number L62) est un destroyer d'escorte de classe Hunt de type II construit pour la Royal Navy pendant la Seconde Guerre mondiale.

## Construction
Le Croome est commandé le 4 septembre 1939 dans le cadre du programme d'urgence de la guerre de 1939 pour le chantier naval de Alexander Stephen and Sons de Linthouse à Glasgow en Ecosse sous le numéro J1477. La pose de la quille est effectuée le 7 juin 1940, le Croome est lancé le 30 janvier 1941 et mis en service le 29 juin 1941.
Il est parrainé par la communauté civile de Bromsgrove dans le Worcestershire pendant la campagne nationale du Warship Week (semaine des navires de guerre) en mars 1942.
Les navires de classe Hunt sont censés répondre au besoin de la Royal Navy d'avoir un grand nombre de petits navires de type destroyer capables à la fois d'escorter des convois et d'opérer avec la flotte. Les Huntde type II se distinguent des navires précédents type I par une largeur (Maître-bau) accru afin d'améliorer la stabilité et de transporter l'armement initialement prévu pour ces navires.
Le Hunt type II mesure 80,54 m de longueur entre perpendiculaires et 85,34 m de longueur hors-tout. Le Maître-bau du navire mesure 9,60 m et le tirant d'eau est de 3,51 m. Le déplacement est de 1070 t standard et de 1510 t à pleine charge.
Deux chaudières Admiralty produisant de la vapeur à 2100 kPa et à 327 °C alimentent des turbines à vapeur à engrenages simples Parsons qui entraînent deux arbres d'hélices, générant 19 000 chevaux (14 000 kW) à 380 tr/min. Cela donné une vitesse de 27 nœuds (50 km/h) au navire. 281 t de carburant sont transportés, ce qui donne un rayon d'action nominale de 2 560 milles marins (4 740 km) (bien qu'en service, son rayon d'action tombe à 1 550 milles marins (2 870 km)).
L'armement principal du navire est de six canons de 4 pouces QF Mk XVI (102 mm) à double usage (anti-navire et anti-aérien) sur trois supports doubles, avec un support avant et deux arrière. Un armement antiaérien rapproché supplémentaire est fourni par une monture avec des canons quadruple de 2 livres "pom-pom" MK.VII et deux  canons Oerlikon de 20 mm Mk. III montés dans les ailes du pont. Les montures jumelles motorisées d'Oerlikon sont remplacées par des Oerlikons simples au cours de la guerre. Jusqu'à 110 charges de profondeur pouvaient être transportées,. Le navire avait un effectif de 168 officiers et hommes,.

## Histoire

### Seconde guerre mondiale

#### 1941
Après avoir terminé sa mise en service, le Croome se rend à Scapa Flow en juillet 1941 pour s'entraîner avec les navires de guerre de la Home Fleet. Elle rejoint le 12e groupe d'escorte basé à Londonderry pour escorter des convois à travers l'Atlantique.
Le 8 septembre, le Croome escorte le convoi OG75 de Liverpool à Gibraltar. Alors qu'il effectuait un balayage vers l'avant avec ses radars la zone pour défendre le convoi, le Croome découvre le sous-marin italien Baracca à une distance de 7,8 kilomètres. L'adversaire a immédiatement plongé alors que le destroyer est parti à sa rencontre à toute vitesse. Après deux attaques de charges de profondeur, le Baracca émerge à la surface à l'arrière de Croome , endurant immédiatement tout le feu des canons du destroyer. Le sous-marin italien riposte avec son canon principal, mais ses coups de feu sont imprécis, le pont d'armes à feu est ensuite dégagé par les mitrailleuses Lewis du Croome. Lorsque le Croome s'est approché, les marins italiens commencent à abandonner le navire, et le Croome percute le Baracca sur la partie horizontale du kiosque; Le sous-marin a coulé immédiatement par la poupe et a explosé sous l'eau, à la position géographique de 40° 16′ N, 20° 55′ O  Après avoir sauvé les survivants, le Croome s'est dirigé vers Gibraltar pendant que l'équipage renfloue les compartiments avant inondés, endommagés par l'écrasement. 28 officiers et marins italiens sont tués dans cet engagement.
Les travaux de réparation durent jusqu'au 4 octobre, date à laquelle le Croome reprend ses fonctions d'escorte de convoi. Le 11 octobre, il escorte le porte-avions Eagle (R05) et de la corvette française Commandant Duboc jusqu'à Gibraltar dans la dernière étape du voyage de Freetown . Le 11 novembre, il escorte le convoi WS14 vers le Moyen-Orient. Puis, le 12, il est affecté avec le destroyer Exmoor (L61) l'escorte du convoi WS14 à partir de Gibraltar jusqu'à ce qu'il soit remplacé par le Wild Swan (D62) au large de l'Afrique de l'Ouest. Le 15 décembre, le Croome et les destroyers Gurkha (G63), Foxhound (H69) et Nestor (G02) sont détachés de la force H pour balayer devant le convoi HG76. Le Nestor découvre le sous-marin (U-Boot) allemand U-127, et le Croome particile à l'attaque et au naufrage de l'U-127 à la position géographique de 36° 38′ N, 9° 12′ O au large du cap Saint-Vincent; aucun membre de l'équipage de l'-boot n'a survécu,.

#### 1942
Le 2 février 1942, les destroyers Westcott (D47) et Exmoor (L61) et une Corvette sont envoyés pour escorter le MV Llangibby Castle endommagé, esquivant l'attaque de deux U-Boote au port neutre de Horta aux Açores. Ils découvrent le sous-marin allemand U-581 par sonar à l'extérieur du port de Horta et attaquent l'adversaire avec des charges de profondeur. Le dernier U-boot doit remonter à la surface et supporter les tirs de Croome et Westcott. Ce dernier percute l'U-581 et tout l'équipage a pu s'échapper avant de couler. Cependant, Westcott navigue à travers les survivants dans l'eau et laisse tomber une autre charge de profondeur, entraînant quatre morts et un certain nombre de victimes,.
Le 27 février, le Croome participe à la projection des porte-avions Argus (I49) et Eagle pour transporter les renforts à Malte en état de siège dans le cadre de l'opération Spotter. La force d'escorte se compose des destroyers Laforey (G99), Lightning (G55), Active (H14), Anthony (H40), Whitehall (D94), Wishart (D67), Blankney (L30) et Exmoor (L08), sous couvert du cuirassé Malaya (1915) et du croiseur Hermione (74). Cependant, l'opération Spotter est annulée le lendemain, et le Croome retourne à Gibraltar,,.
L'opération Spotter est renouvelée le 6 mars, toujours pour le transport des renforts par les porte-avions Argus et Eagle vers Malte. Le 11 avril, le Croome escorte un convoi WS17B sur la route Angleterre-Gibraltar, avec le croiseur Shropshire (73) et les destroyers Wild Swan (D62) et Exmoor. Le 5 avril, il est transféré en Méditerranée orientale, passant par le Cap du Désespoir et la mer Rouge jusqu'à Alexandrie, en Égypte. Il est affecté à la 5e Flottille de destroyers pour rejoindre les destroyers Aldenham (L22), Beaufort (L14), Belvoir (L32), Derwent (L83), Dulverton (L63), Exmoor, Haydon (L75), Holcombe (L56), Hursley (L84), Hurworth (L28), Rockwood (L39) et Tetcott (L99) pour les opérations de convoi et de patrouille dans la Méditerranée orientale. il escorte le convoi MW11 jusqu'à Malte le 11 juin, mais se retire le 15 juin après avoir été attaquée depuis les airs et par les torpilleurs allemands schnellboote,,,.
Le Croome effectué des patrouilles anti-sous-marines et aide à la défense de la garnison de Tobrouk le 7 juillet.
Le 4 août 1942, en collaboration avec les destroyers Sikh (F82), Zulu (F18), Tetcott attaquent l'U-372, qui a été repéré par un bombardier Vickers Wellington de la RAF près de Haïfa, en Palestine. Le U-Boot est forcé à faire surface avec des charges de profondeur et coulé peu de temps après à la position géographique de 32° 28′ N, 34° 37′ E. Tout l'équipage est capturé.
À partir du 27 août, le Croome participe à des opérations de bombardement soutenant le combat au sol;. Jusqu'au 9 septembre, il participe à l'opération Agreement, un raid manqué de Tobrouk où le croiseur léger Coventry (D43) et les destroyers Sikh et Zulu sont coulés ou subissent de lourdes pertes,.
Le 17 novembre, le Croome est dans le groupe d'escorte de l'opération Stoneage, un convoi de premiers renforts à Malte après que l'île a été assiégée.

#### 1943
Le Croome poursuit ses opérations de patrouille et d'escorte de convoi sa campagne en Méditerranée orientale jusqu'au 3 mars 1943, date à laquelle il est transfére avec le Exmoor et le Hursley, à la 22e Flottille de destroyers basée à Alger pour un rôle similaire de soutenir les opérations de combat en Tunisie. Au cours de l'opération Retribution du 5 mai, il est convenu que le blocus régional du Cap Bon doit empêcher les forces ennemies d'être évacuées de la zone. Du 6 juin au mois d'août, il patrouille et escorte les convois qui sont concentrés pour participer à l'opération Avalanche, le débarquement allié à Salerne, en Italie.
Alors qu'il escorte le convoi MKS24 dans la région de la Méditerranée orientale le 14 septembre, le Croome est détaché et se rend à Haïfa pour soutenir les opérations militaires en mer Egée après l'armistice italien. le Croome et le Hursley transportent à leur bord le 2e Bataillon du Royal Irish Artillery Regiment à Haïfa le 16 septembre, et débarquent sur l'île de Leros dans les îles du Dodécanèse. Il patrouille ensuite pour empêcher l'invasion des troupes dans l'occupation de cette région, remplaçant l'occupation italienne de la région. Tout au long des 10e et 11e mois, il soutient les campagnes militaires en mer Egée en  patrouillant, transportant des troupes vers des renforts et des fournitures, et en renforçant la défense aérienne,,.
Après que la campagne du Dodécanèse se termine par une défaite pour les Alliés, le Croome retourne à des opérations régulières avec la 22e Flottille de destroyers le 22 décembre, et se prépare à soutenir la prochaine opération amphibie sur Anzio en Italie.

#### 1944
Le 21 janvier 1944, le Croome et les destroyers grecs HHnMS Themistoklis et HHnMS Kriti partent de Naples, en Italie et, avec la Southern Attack Force, dans le cadre de la Task Force 81 participe à l'opération Shingle, l'invasion alliée d'Anzio. Le lendemain, il soutient des tirs et la défense aérienne pour les débarquements, continuant à protéger les plages,,.
Après s'être séparé de l'opération Shingle, le Croome reprend les fonctions d'escorte et de patrouille de convoi dans la région de la Méditerranée centrale et occidentale jusqu'au 7 juillet. Le 8 mars, il est nommé pour un retour en Angleterre pour rejoindre la 21e Flottille des destroyers, arrivant à Sheerness le 9 septembre, et rejoint la nouvelle unité en octobre pour des patrouilles côtières et des fonctions d'escorte de convois en mer du Nord et dans la Manche,.

#### 1945
Au début de 1945, le Croome est nommé pour servir dans la Eastern Fleet( Flotte de l'Est) à Ceylan. Il est réaménagé, et en mars, il rejoint la force d'escorte pour les porte-avions Venerable (R63), Vengeance (R71) et Colossus (R95) se déplaçant vers la Méditerranée. Au cours du quatrième mois, il conserve la Méditerranée comme élément de réserve pour la Flotte d'Extrême-Orient, en tant que patrouilleur et escorteur de convoi.
Après la fin du conflit en Europe le 5 avril, il reste à Malte pour soutenir les forces stationnées et d'entraînement jusqu'au 8 mai.

### Après-guerre
Après la reddition japonaise, marquant la fin de la Seconde Guerre mondiale, le Croome retourne à Devonport, en Angleterre, le 10 octobre, et est placé en réserve à Plymouth.
En 1954, il est destiné pour un transfert à la Marine royale danoise, mais un autre sister ship(navire jumeau) est choisi, et il est transféré à Cardiff. Le navire est mis sur une liste de retrait en 1957, et est vendu à BISCO, pour être démantèlement par Thomas W. Ward Ltd. à Briton Ferry, dans le Pays de Galles le 13 août 1957.

### Honneurs de bataille
- ATLANTIC 1941-42
- LIBYA 1942
- MEDITERRANEAN 1942
- AEGEAN 1943

### Commandements
- Lieutenant Commander (Lt.Cdr.) John Douglas Hayes (RN) du 25 avril 1941 à juillet 1942
- Lieutenant Commander (Lt.Cdr.) Rupert Cyril Egan (RN) de juillet 1942 à janvier 1943
- Lieutenant (Lt.) Hubert Duncan McLaughlin Slater (RN) de janvier 1943 au 30 mars 1944
- Lieutenant (Lt.) William David Shaw (RN) du 30 mars 1944 au 4 avril 1944
- T/A/Lieutenant Commander (T/A/Lt.Cdr.) John Stuart Lawrence (RNVR) du 4 avril 1944 au 12 décembre 1944
- A/Lieutenant Commander (A/Lt.Cdr.) Basil Chrystie Ward, (RN) du 12 décembre 1944 à fin 1945